# Roger Palisses
Pas d'image ? Cliquez ici

a Compétitions nationales et continentales officielles uniquement.

b Matchs officiels uniquement.
Roger Palisses, né le 19 janvier 1961 à Perpignan, est un joueur et entraîneur de rugby à XIII dans les années 1980 et 1990.

## Biographie
Formé dans les deux codes de rugby que sont le rugby à XV et le rugby à XIII, il finit sa formation en rugby à XIII avec le XIII Catalan avec lequel il dispute ses premiers matchs seniors. Barré par la concurrence, il décide de rejoindre le club voisin Saint-Estève avec lequel il fait toute sa carrière. Il y remporte le Championnat de France en 1989, 1990 et 1993 ainsi que la Coupe de France en 1987 et 1993. Fort de ses performances en club en rugby à XIII, il est sélectionné à de nombreuses reprises en équipe de France entre 1984 et 1991.
Il devient aussitôt sa carrière sportive finie entraîneur de Saint-Estève avec autant de réussite puisqu'il ajoute le titre de Championnat de France en 1997, et la Coupe de France en 1994 et 1995. Il est également de 1994 à 2000 co-directeur des équipes de France avec Hervé Guiraud.
Son beau-père, Henri Chamorin, a été international de rugby à XIII dans les années 1970.

## Palmarès

### En tant que joueur
- Collectif :
  - Vainqueur du Championnat de France : 1989, 1990 et 1993 (Saint-Estève)[1].
  - Vainqueur de la Coupe de France : 1987[2] et 1993 (Saint-Estève).
  - Finaliste du Championnat de France : 1982 et 1992 (Saint-Estève).
  - Finaliste de la Coupe de France : 1986, 1988[3] et 1990 (Saint-Estève).

### En tant qu'entraîneur
- Collectif 
  - Vainqueur du Championnat de France : 1997 (Saint-Estève).
  - Vainqueur de la Coupe de France : 1994 et 1995 (Saint-Estève).
  - Finaliste du Championnat de France : 1995 et 1996 (Saint-Estève).